# Evaristo da Veiga
Evaristo Ferreira da Veiga e Barros (né à Rio de Janeiro le 8 octobre 1799 et décédé dans cette même ville le 12 mai 1837) est un poète, journaliste, éditeur et homme politique brésilien, élu député du Minas Gerais en 1830.